# Herminia tomarinia
Herminia tomarinia är en fjärilsart som beskrevs av Felix Bryk 1942. Herminia tomarinia ingår i släktet Herminia och familjen nattflyn. Inga underarter finns listade i Catalogue of Life.